# Klaus Gruner
Klaus Gruner, nemški rokometaš, * 22. avgust 1952, Frankenhausen, Crimmitschau.
Leta 1980 je na poletnih olimpijskih igrah v Moskvi v sestavi vzhodnonemške rokometne reprezentance osvojil zlato olimpijsko medaljo.